# Brunnsarkivet
Brunnsarkivet är ett register på Sveriges geologiska undersökning över företrädesvis borrade brunnar i Sverige enligt Lagen om uppgiftsskyldighet (SFS 1975:424, SFS 1985:245). Brunnsarkivet innehåller också uppgifter om grundvattennivån. Årligen inkommer ca 25 000 borrningar till Brunnsarkivet, av dessa är ca 80% energibrunnar (bergvärme) och ca 20% är vattenbrunnar av olika slag. Totalt finns (år 2012) drygt 500 000 brunnsuppgifter i databasen